# Rosa Jochmann
 (juin 2023).
La mise en forme du texte ne suit pas les recommandations de Wikipédia : il faut le « wikifier ».
Les points d'amélioration suivants sont les cas les plus fréquents. Le détail des points à revoir est peut-être précisé sur la page de discussion.
- Les titres sont pré-formatés par le logiciel. Ils ne sont ni en capitales, ni en gras.
- Le texte ne doit pas être écrit en capitales (les noms de famille non plus), ni en gras, ni en italique, ni en « petit »…
- Le gras n'est utilisé que pour surligner le titre de l'article dans l'introduction, une seule fois.
- L'italique est rarement utilisé : mots en langue étrangère, titres d'œuvres, noms de bateaux, etc.
- Les citations ne sont pas en italique mais en corps de texte normal. Elles sont entourées par des guillemets français : « et ».
- Les listes à puces sont à éviter, des paragraphes rédigés étant largement préférés. Les tableaux sont à réserver à la présentation de données structurées (résultats, etc.).
- Les appels de note de bas de page (petits chiffres en exposant, introduits par l'outil «  Source ») sont à placer entre la fin de phrase et le point final[comme ça].
- Les liens internes (vers d'autres articles de Wikipédia) sont à choisir avec parcimonie. Créez des liens vers des articles approfondissant le sujet. Les termes génériques sans rapport avec le sujet sont à éviter, ainsi que les répétitions de liens vers un même terme.
- Les liens externes sont à placer uniquement dans une section « Liens externes », à la fin de l'article. Ces liens sont à choisir avec parcimonie suivant les règles définies. Si un lien sert de source à l'article, son insertion dans le texte est à faire par les notes de bas de page.
- La présentation des références doit suivre les conventions bibliographiques. Il est recommandé d'utiliser les modèles {{Ouvrage}}, {{Chapitre}}, {{Article}}, {{Lien web}} et/ou {{Bibliographie}}. Le mode d'édition visuel peut mettre en forme automatiquement les références.
- Insérer une infobox (cadre d'informations à droite) n'est pas obligatoire pour parachever la mise en page.

Pour une aide détaillée, merci de consulter Aide:Wikification.
Si vous pensez que ces points ont été résolus, vous pouvez retirer ce bandeau et améliorer la mise en forme d'un autre article.
Rosa Jochmann, née le 19 juillet 1901 et morte le 28 janvier 1994, était une résistante activiste autrichienne, survivante du camp de concentration de Ravensbrück et militante politique au sein du Parti social-démocrate d'Autriche (le SPÖ),,,.

## Vie

### Enfance
Rosa Jochmann est née dans le 20e district de Vienne, Brigittenau, au sein d'une famille de 6 enfants dont elle est la quatrième. Sa mère, Josefina (1874-1915), travaillait dans les services domestiques alors que son père, Karl Jochmann (1974-1915), était fondeur de fer. Alors qu'elle est encore jeune, la famille déménage dans le onzième district de Vienne, Simmering, au sud-est de la ville, où ils vivent dans une succession de chambres louées jusqu'en 1912, année durant laquelle ils déménagent dans un appartement dans des hébergements sociaux Krankenkassenhäusern (Maisons d'assurance maladie; en allemand) construits à l'instigation du militant socialiste Laurenz Widholz, le long de la rue Braunhubergasse. Soixante-dix ans plus tard, elle est toujours domiciliée dans le sud-est de Vienne.
Ses parents sont tous les deux issus de l'immigration, provenant de la région de Moravie, où son père est actif dans le mouvement social-démocrate. Sa mère grandit dans une famille catholique. À la maison, ils parlent la plupart du temps Tchèque ; le père de Jochmann ne parlant pas l'allemand. Il est régulièrement sans emploi à cause de sa réputation d'activiste politique.
Quand Rosa Jochmann est âgée de 14 ans, sa mère décède de la sclérose en plaques après que Jochmann se soit occupée d'elle pendant 6 ans. Elle devient malgré elle la principale personne à s'occuper de ses deux jeunes sœurs, Josefine (Peperle) et Anna (Antschi), tout en prenant soin de son père. La guerre éclate en 1914 et Karl, le frère de Jochmann, est rapatrié avec la tuberculose. À la fin de sa vie, son père a une grande cicatrice rouge sur l'épaule, qui lui a été infligée d'un coup de sabre par un fonctionnaire du gouvernement monté sur un cheval qui surveillait une manifestation de rue. Rosa est avec son père lorsqu'il est blessé au cours de la manifestation, organisée pour réclamer le droit de vote. Comme sa femme, il n'a jamais atteint la vieillesse, mourant en 1920, à peu près en même temps que son fils unique. Rosa Jochmann se retrouve donc orpheline avant l'âge de vingt ans.

### Travail
Lorsque Rosa Jochmann est âgée de 11 ans, elle suit un cours de dactylographie et sténographie qui aurait pu lui permettre, si sa situation domestique avait été différente, de devenir enseignante. En 1915, elle commence à travailler en tant qu'assistante, chez Victor Schmidt & Söhne, un fabricant de bonbons viennois. De par son jeune âge, son salaire ne vaut que la moitié de ses collègues, même si elle est autant productive qu'eux. Cela génère un sens d'injustice qui deviendra ultérieurement un thème dans son activisme politique. Ensuite, à cause de la guerre, elle est transférée dans une usine de câbles. Cependant, pendant une garde de nuit, elle s'écrase les doigts sur le volant d'un tambour d'enroulement. Elle est alors transférée à nouveau dans une usine de fabrication de bougies, Apollo, qui fait maintenant partie du groupe Unilever pour finalement finir sa carrière dans l'entreprise Auergesellschaft. Très tôt, elle devient membre du comité d'entreprise et syndicaliste active. En 1920, ses collègues d'Auer l'ont élue présidente du comité d'entreprise.

### Engagement politique
L'activisme syndical de Jochmann s'est poursuivi et s'est de plus en plus étendu à un activisme politique plus large. En 1926, le président du Syndicat des travailleurs de la chimie, Julius Weiß, fait en sorte qu'elle fasse partie du premier groupe d'étudiants de la toute nouvelle Arbeiterhochschule (Académie des travailleurs; en allemand) à Döbling. Elle est la première des quelques femmes à suivre cette formation qui s'étend sur 6 mois, qu'elle réussit avec succès. Les sujets abordés lors des cours tenaient notamment de Nationalökonomie (Économie politique; en allemand), Staats- und Sozialrecht (Droit public et social; en allemand) et la rhétorique. Elle compte parmi ses professeurs les futurs dirigeants du mouvement social-démocrate autrichien, tels qu'Otto Bauer et Karl Renner. Elle est alors seulement âgée de 25 ans quand elle est nommée secrétaire syndicale du Syndicat des travailleurs de la chimie.
Rosa Jochmann rejoint aussi le Parti social-démocrate d'Autriche (SDAP) en 1926. Elle assiste à la conférence du parti de cette année-là, au cours de laquelle le nouveau programme important du parti est adopté, en tant qu'observatrice, depuis la galerie des visiteurs. Très vite, cependant, elle gravit les échelons de la hiérarchie du parti. En 1932, elle devient membre du secrétariat des femmes du parti. En 1933, lors de la dernière conférence du parti avant l'interdiction du SDAP, Rosa Jochmann et Helene Postranecky sont élues à la direction nationale du parti en remplacement d'Adelheid Popp et de Therese Schlesinger,.

### Contre l'austro-fascisme

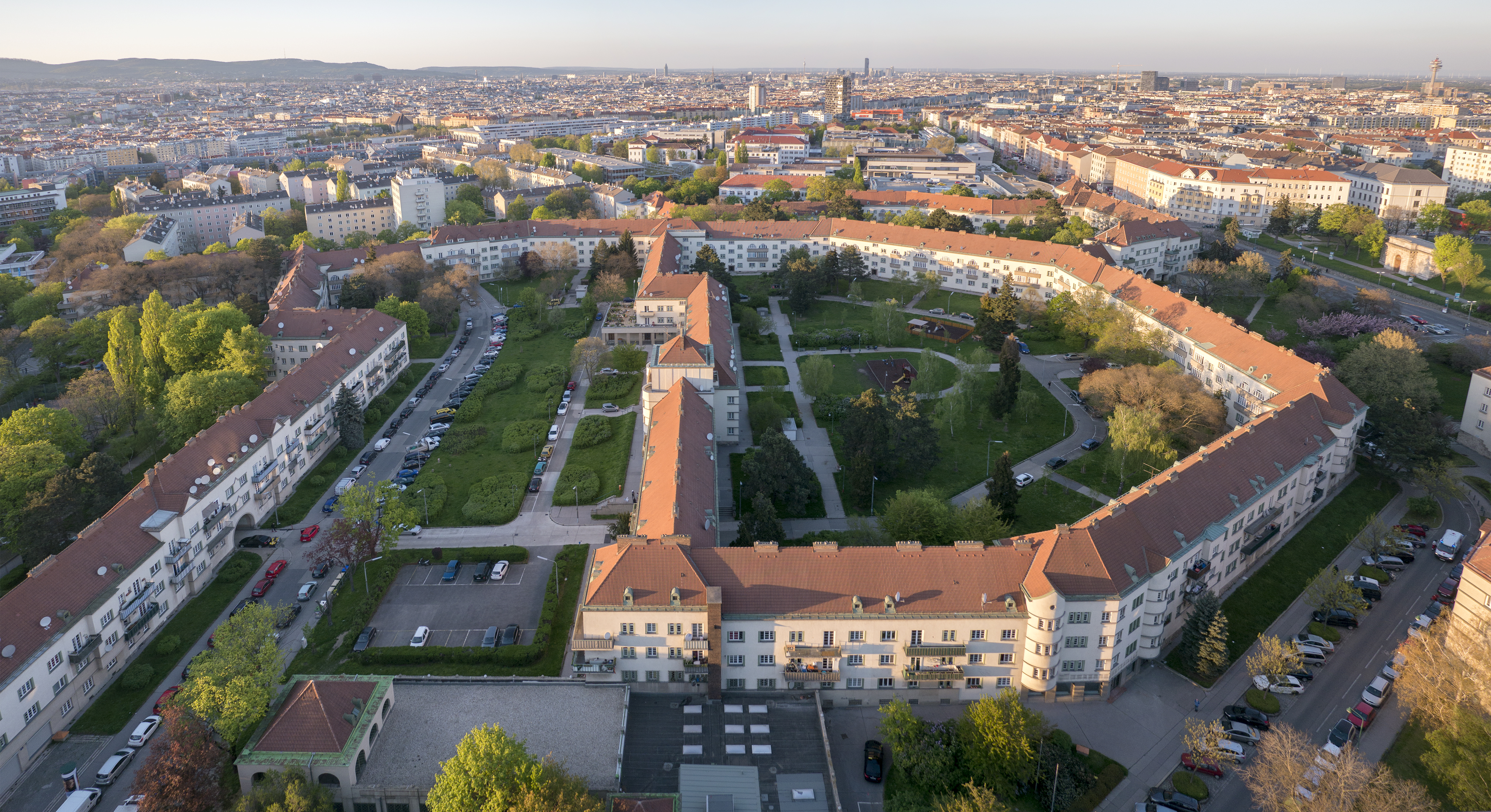
George Washington Hof

Durant la courte Guerre civile autrichienne, qui dura du 12 au 16 février 1934, Rosa Jochmann est installée au sein des quartiers de la Republikanischer Schutzbund (La ligue de protection républicaine; en allemand) au sein du bâtiment George-Washington-Hof (Cour de George Washington; en allemand). Depuis ce lieu, elle est chargée de la sténographie de messages radio, tenant ainsi au courant le monde extérieur de l'évolution des combats, puis elle transmet les textes à Otto Bauer et Julius Deutsch dans la pièce voisine. L'insurrection s'effondre après que le gouvernement fait appel à l'armée. Dans la nuit du 12 février 1934, Jochmann fait partie de ceux qui persuadent le chef du parti, Otto Bauer, que sa présence en Autriche lui serait personnellement fatal. Bauer s'échappe par la frontière nord et passe les quatre années suivantes en exil politique à Brno. Il démissionne immédiatement de la direction du parti, mais au cours des années difficiles qui suivent, il reste en contact fréquent avec d'anciens camarades du parti en tant que conseiller et source d'inspiration. Toutes les personnes qui avaient été membres de l'exécutif national du parti ont été accusées de haute trahison : la plupart ont été arrêtées dans les jours qui ont suivi l'altercation armée.
Directement après les évènements de février, le SDAP est expressément interdit, dans le cadre d'un programme de destruction plus vaste du gouvernement austro-fasciste de Dollfuß, visant la structure politique démocratique de l'Autriche. Jochamnn réussit à échapper à une arrestation immédiate et continue alors son travail illégalement sous un pseudonyme, "Josefine Dreschler", le nom de sa sœur dont elle utilise alors l'identité. Elle parvient à rester en liberté pendant plus d'une demi année et est au centre des tentatives de création d'un successeur illégal au SDAP. Le 26 février 1934, cinq camarades politiques qui n'avaient pas été arrêtés se réunissent dans un appartement privé à Alsergrund. Manfred Ackermann, Roman Felleis, Karl Holoubek, Ludwig Kostroun et Rosa Jochmann se décrivent initialement comme le Zentralen Fünfergruppe (Le groupe national des 5; en allemand) mais rapidement, ils se réfèrent en tant que le Zentralkomitee der Revolutionären Sozialisten (Comité central des socialistes révolutionnaires; en allemand). Le mouvement révolutionnaire socialiste se concentre sur la construction d'une opposition au Front patriotique. Jochmann prend la parole lors de rassemblements illégaux, participe à des conférences et actions et s'engage dans la distribution de matériel imprimé. Grâce à la carte d'identité de sa sœur, elle visite régulièrement la frontière tchécoslovaque, près de Brno, où elle fait passer en contrebande en Autriche des tracts et des paquets de l'illégal Arbeiterzeitung (Journal des travailleurs; en allemand).
Une croyance populaire pense que le régime d'Austrofascisme ne durera pas et l'activité politique des socialistes révolutionnaires, bien qu'illégale, est relativement audacieuse au milieu de l'année 1934. Des tracts sont distribués et des autocollants apposés sur les murs et le mobilier urbain. Des réunions publiques sont même organisées. Un rassemblement commémoratif est prévu le 15 juillet 1934 dans les prairies de Predigtstuhl, dans le Wienerwald (forêt viennoise), juste à l'extérieur de la ville. Jochmann doit y prendre la parole. Alors qu'elle commence à s'adresser à plusieurs centaines de personnes, la police locale, soutenue par la gendarmerie, prend d'assaut la manifestation. Deux personnes sont blessées par balle. « D'autres gendarmes sont arrivés et notre peuple a tenté de se défendre. Des coups de feu ont été tirés et de nombreuses personnes se sont enfuies. On entendait des cris et des gémissements ».  

### Arrestation
Rosa Jochmann est finalement arrêtée et jugée en avril 1935. Un rapport de presse résume les accusations.
« Vor einem Schöffensenat unter dem Vorsitz des Oberlandesgerichtsrates Dr. Osio hatte sich gestern das ehemalige Mitglied des Sozialdemokratischen Parteivorstandes, die frühere Nationalrätin Rosa Jochmann, wegen Verbrechens der Störung der öffentlichen Ruhe und Übertretung nach § 30, Preßgesetz, zu verantworten. Der Vertreter der öffentlichen Anklage war Staatsanwalt Dr. Erwin Scheibert.
Die Anklage gegen Rosa Jochmann führt folgendes aus: Die Angeklagte hat sich nach dem Zusammenbruch des Februaraufstandes wiederholt in Wien und in Niederösterreich unangemeldet aufgehalten. Trotz der Auflösung und des behördlichen Verbots der Sozialdemokratischen Partei nach dem Februar 1934 wurde von der Organisation der „Revolutionären Sozialisten“ der Kampf gegen die Regierung mit dem Ziele der endgültigen Aufrichtung der proletarischen Diktatur fortgesetzt."
Diese Organisation stand unter der Leitung eines Zentralkomitees: die Zehnerscharen. Zur Erreichung seines Zweckes gab das Zentralkomitee, in dem sich auch Vertreter der Kommunistischen Partei befanden, folgende Weisung: Die Mitglieder der revolutionären Organisationen sollten in möglichst großer Zahl ihren Beitritt zur Vaterländischen Front anmelden. (…) Die Anklage beschäftigt sich dann weiter mit der Tätigkeit der Angeklagten Rosa Jochmann innerhalb der Organisation. Die Angeklagte war ebenfalls Mitglied einer Zehnerschar und trug als solches die Nummer 6. Am 28. August vergangenen Jahres hat sie illegale Druckschriften der revolutionären Sozialisten von Wien nach Baden gebracht (…). " »
« Hier, l'ancienne membre du comité directeur du parti social-démocrate, l'ancienne conseillère nationale Rosa Jochmann, devait répondre devant un jury présidé par le conseiller de la Cour d'appel, le Dr Osio, du crime de trouble à l'ordre public et de la contravention au § 30 de la loi sur la presse. Le représentant de l'accusation publique était le procureur Dr. Erwin Scheibert.
L'accusation contre Rosa Jochmann expose ce qui suit : Après l'effondrement de l'insurrection de février, l'accusée a séjourné à plusieurs reprises à Vienne et en Basse-Autriche sans être annoncée. Malgré la dissolution et l'interdiction du parti social-démocrate par les autorités après février 1934, l'organisation des "socialistes révolutionnaires" a poursuivi la lutte contre le gouvernement dans le but d'établir définitivement la dictature prolétarienne".

Cette organisation était placée sous la direction d'un comité central : les "dizaines". Pour atteindre son but, le comité central, dans lequel se trouvaient également des représentants du parti communiste, donna les instructions suivantes : "Les membres des organisations révolutionnaires devaient annoncer en aussi grand nombre que possible leur adhésion au Front patriotique. (...) L'accusation s'intéresse ensuite à l'activité de l'accusée Rosa Jochmann au sein de l'organisation. L'accusée était également membre d'un groupe de dix et portait à ce titre le numéro 6. Le 28 août de l'année dernière, elle a apporté de Vienne à Baden des imprimés illégaux des socialistes révolutionnaires (...) »
Le 30 août 1934, Rosa Jochmann arrive à la gare de Wiener Neustadt avec deux mallettes. Elle est observée par un informateur de la police alors qu'elle s'approche d'un kiosque à journaux. Elle avait l'intention de remettre des tracts politiques révolutionnaires socialistes pour qu'ils soient distribués. La police est apparue au moment où elle atteignait le kiosque. Ils ont arrêté Jochmann, confisqué les tracts et fouillé le kiosque. Jochmann est alors en détention Wiener Neustadt pendant 3 mois avant que le bureau du procureur ordonne qu'elle soit transférée à nouveau à Vienne, où elle est placée en détention provisoire à la prison Rossauer Lände (connue des détenus sous le nom de Liesl) pour le compte du tribunal de district de Vienne. Le 22 novembre 1935, Rosa Jochmann avait passé quinze mois en prison, dont la majeure partie en détention provisoire.
Des enregistrements subsistent de ses séances d'interrogatoire, qui, au début de son incarcération, avaient souvent lieu plusieurs fois par jour pendant plusieurs jours consécutifs. Les enquêteurs tentent de reconstituer les événements de la Guerre civile autrichienne, l'identité des personnes impliquées et leurs liens avec la Republikanischer Schutzbund. Ce n'est qu'en avril 1935 qu'elle est reconnue coupable et condamnée. Elle était déclarée coupable d'avoir transporté des marchandises illégales, des imprimés politiques, ce qui constitue une violation de la loi sur la presse. Des condamnations plus graves sont prononcées à la suite de la perquisition effectuée par la police dans le kiosque à journaux de la gare. L'accusation affirme que des preuves avaient été trouvées concernant la formation des dénommés "dizaines de milliers", une structure quasi-militaire créée pour mener des activités illégales, et que Jochmann a servi de messager pour le compte de l'organisation illégale. D'autres preuves sont apportées contre elle, notamment des relevés de transferts financiers ainsi qu'une carte de voyage délivrée par les chemins de fer de Basse-Autriche, qui comportait (à juste titre) une photographie de Rosa Jochmann, mais qui avait été délivrée (à tort) au nom de sa sœur, Josefine Drechsler.
Sa libération, qui intervient en novembre 1935, ne réduit pas la pression qui pèse sur elle. Elle consacre les mois suivants à s'occuper de ses amis qui attendent leur propre procès. Parmi les camarades jugés à Vienne en mars 1936 figurent Bruno Kreisky et Franz Jonas, Maria Emhart et l'associé de Jochmann, le futur secrétaire d'État Franz Rauscher.

### Seconde arrestation
Le 12 mars 1935, la Wehrmacht allemande pénètre en Autriche. Les actualités montrant des foules autrichiennes acclamant les rangs de soldats envahissant le pays sont rapidement diffusées dans le monde entier, mais de nombreux Autrichiens, en particulier ceux qui s'étaient opposés au régime austrofasciste, n'ont aucune raison de se réjouir de l'incorporation de l'Autriche dans un État allemand élargi, sous le contrôle d'un gouvernement nazi post-démocratique. Rosa Jochmann est arrêtée et interrogée au cours du même mois, mais elle est relâchée au bout de deux jours.
Rosa Jochmann est de nouveau arrêtée le 22 août 1939. Elle est détenue par la Gestapo à Vienne pendant plus de six mois. Cette période d'incertitude s'achève en mars 1940, lorsqu'elle est désignée comme "détenue à titre préventif" et placée dans un train à destination de l'Allemagne. Elle était accompagnée d'une note inquiétante sur son ordre de détention, mentionnant Rückkehr unerwünscht (Retour non souhaité; en allemand). Le 21 mars 1940, elle est livrée au camp de concentration de Ravensbrück, situé à environ une heure au nord de Berlin pour ceux qui peuvent faire le voyage en voiture. Elle y survit jusqu'à la libération au début de l'été 1945.
Les prisonniers étaient soumis à un traitement injuste et de la torture dès le début. Les femmes étaient également soumises à des violences sexuelles par la Schutzstaffel. Rosa se rappela ensuite de son arrivée au camp de concentration.
« Wir wurden ins Bad gebracht, all unsere Sachen wurden uns weggenommen, dann mussten wir natürlich nackt einen Parademarsch vor den anwesenden Aerzten und der zum Spass hinzugezogenen SS machen. Ueber den Inhalt des Gespraeches das sich daraufhin ergab will ich schweigen, denn er ist nicht wiederzugeben. »
— Rosa Jochmann 
        
« On nous a emmenés dans la salle de bain, on nous a pris toutes nos affaires, puis nous avons bien sûr dû faire une marche de parade nus devant les médecins présents et les SS appelés pour s'amuser. Je ne parlerai pas du contenu de la conversation qui s'ensuivit, car il est impossible de le reproduire. »

### Ravensbrück
Le camp de concentration de Ravensbrück détenait approximativement 132 000 femmes et enfants, 20 000 hommes et 1 000 "jeunes femmes" qui venaient, selon les registres, de plus de 40 pays. Des dizaines de milliers ont été assassinés ou bien sont décédés de famine et de maladies. Dans le camp, Rosa Jochmann développe une amitié avec l'activiste de la résistance Erna Raus. Grâce à l'intervention d'une codétenue, l'économiste-politicienne Käthe Leichter, Rosa Jochmann est nommée "chef de bloc" dans le bloc dit "politique" jusqu'en 1943. Le fait de confier des tâches administratives aux détenues permettait aux gardiens du camp d'avoir plus de temps à consacrer à leurs propres priorités. Ce poste est un privilège, mais aussi un risque politique accru. Elle pouvait donner l'occasion de servir de médiateur entre les détenus et les autorités du camp, et Jochmann était parfois en mesure de se réunir avec d'autres pour obtenir des rations alimentaires supplémentaires ou des médicaments en cas de besoin exceptionnel. Jochmann semble avoir réussi à trouver en elle une force physique et mentale supérieure à celle de beaucoup d'autres. Mais elle assiste sans rien faire à l'assassinat de son amie Käthe Leichter, emmenée à Auschwitz.
En tant que cheffe de bloc, elle prend particulièrement soin des enfants d'une manière qui augmentaient leurs chances de survie au camp. La preuve en a été apportée à la fin de sa vie par de nombreux témoignages écrits de reconnaissance de la part de ceux qu'elle avait aidés. Elle a également maintenu une relation de correspondance avec des personnes qu'elle avait connues à Ravensbrück. Parmi les aspects les plus sombres de son rôle, on peut noter les deux fois où elle a été enfermée dans un bunker, la première fois pendant quelques semaines et la seconde pendant plus de six mois. Un codétenu, que d'autres survivants du camp identifieront plus tard comme espion, l'avait dénoncées à la Schutzstaffel en charge.
Après que le camp soit libéré par l'Armée rouge en avril 1945, Rosa Jochmann était une de celles qui restèrent pendant plusieurs semaines pour aider au soin des survivants. Jochmann voyagea ensuite alors vers Vienne avec la communiste Friederike Sinclair et négotia la mise à disposition de moyens de transport avec le commandant militaire soviétique sur place. Elle est ensuite retournée au camp et a aidé à organiser le rapatriement. En rentrant chez elle avec d'autres survivants, elle a fêté son quarante-quatrième anniversaire.
« Die meisten im KZ haben '45 gleich nach Hause gedrängt. Ich nicht. Es waren so viele Kranke dort, und ich habe mich verpflichtet gefühlt zu helfen. Dann haben die Russen ja das Lager mit Beschlag belegt. Aber die haben uns nicht vergewaltigt, die haben uns alles gegeben, was es nur gegeben hat, an Lebensmitteln usw. Die haben auch immer mich geholt. Aber die waren distanziert zu uns. Die haben uns alles gegeben, waren anständig, aber sie waren zu uns distanziert. Und dann sind wir hinaus und haben diese zerstörte Welt gesehen... »
— Rosa Jochmann 
        
« La plupart des gens dans les camps de concentration ont tout de suite fait pression pour rentrer chez eux en 45. Pas moi. Il y avait tellement de malades et je me suis senti obligée d'aider. Ensuite, les Russes ont occupé le camp. Mais ils ne nous ont pas violés, ils nous ont donné tout ce qu'ils pouvaient, en nourriture, etc. Ils venaient aussi me chercher. Mais ils étaient distants de nous. Ils nous ont tout donné, ils étaient corrects, mais ils étaient distants avec nous. Et puis nous sommes sortis et avons vu ce monde détruit... »
À Vienne, son appartement avait été bombardé. On lui offre une villa juive aryanisée dans le Döbling, les occupants nazis avaient fui, mais elle refusa l'offre et vécut pendant quelques années dans une chambre louée.

### L'après-guerre
Jochmann reprend sa vie politique en tant que membre de gauche du SPÖ (le nouveau nom du parti social-démocrate). Les puissances alliées victorieuses avaient convenu en 1943 que l'Autriche serait à nouveau séparée de l'Allemagne, comme elle l'avait été avant 1938. Les premières élections législatives autrichiennes de l'après-guerre ont lieu le 25 novembre 1945 à Vienne et dans les quatre zones d'occupation militaire dans lesquelles le reste du pays avait été divisé. Lorsque les nouveaux parlementaires prennent place le 19 décembre 1945, Rosa Jochmann est parmi eux, membre du Conseil national. Elle est à nouveau membre de l'exécutif du parti entre 1956 et 1967 et vice-présidente du parti. Elle est également, entre 1959 et 1967, Vorsitzende der SPÖ-Frauen (Présidente des femmes du SPÖ; en allemand).

### Mort et enterrement
Rosa Jochmann décède d'une crise cardiaque à l'Hôpital Hannouche à Vienne le 28 janvier 1994 à l'âge de 92 ans.
Sa sépulture se trouve à Vienne dans le Cimetière central de Vienne : Groupe 14C, numéro 1A. La stèle ainsi que la tablette en hommage ont été conçues par Leopold Grausam.

## Mission
Toute sa vie, Jochmann met en garde contre l'extrémisme de droite et l'antisémitisme. Elle a donné d'innombrables conférences et communiqué ses propres expériences et réflexions contemporaines, dans des écoles et lors de conférences, tant en Autriche qu'à l'étranger. Sa dernière participation très médiatisée a eu lieu en 1993 lors de la manifestation de masse de Lichtermeer, considérée encore en 2018 comme la plus grande manifestation de l'Autriche d'après-guerre, organisée en opposition au populisme anti-étranger du Parti de la liberté, "l'Autrichien d'abord". Elle a pris la parole pour mettre en garde une dernière fois contre l'extrémisme de droite et l'antisémitisme.

## Reconnaissance publique et postérité
Rosa Jochmann est l'une des éminentes détenues du camp de concentration de Ravensbrück qui est commémorée publiquement lors des célébrations de la libération au Mémorial national de Ravensbrück de la République démocratique allemande (RDA), tout comme Martha Desrumaux, Yevgenia Klemm, Antonina Nikiforova, Mela Ernst, Katja Niederkirchner, Rosa Thälmann, Olga Benário Prestes, Olga Körner, Minna Villain, et Maria Grollmuß.
Rosa Jochmann a reçu la Ehrenbürgerrecht (citoyenneté d'honneur; en allemand) de Vienne en 1981.
En 1995, l'année suivant son décès, une rue dans le quartier Simmering de Vienne est renommée, la Rosa-Jochmann-Ring, en célébration de sa vie et contribution. L'école Rosa Jochmann voisine et le bâtiment municipal Rosa-Jochmann-Hof, situé aux numéros 142-150 de la Hauptstraße ont été par conséquent également renommés.
Dans l'arrondissement adjascent, Leopoldstadt, un park honore également sa mémoire.